# 얼 파머
얼 파머(Earl Palmer, 1924년 10월 25일 ~ 2008년 9월 19일)는 미국의 드러머였다. 로큰롤의 선구자 중 한 명으로 여겨지는 그는 로큰롤 명예의 전당의 회원이다.
파머는 리틀 리처드의 히트곡들, 패츠 도미노의 히트곡들, 라이처스 브라더스의 〈You've Lost That Lovin' Feelin'〉, 그리고 클래식 TV와 영화 사운드트랙의 긴 목록을 포함한 수천 개의 레코딩에서 연주했다. 한 부고에 따르면, "그의 크레딧 목록은 지난 60년 동안 미국 대중음악의 《후스 후》와 같다"라고 말했다.

## 경력
그는 1970년대와 1980년대에 걸쳐 드러머로서 수요가 남아 랜디 뉴먼, 톰 웨이츠, 보니 레이트, 팀 버클리, 리틀 피트와 엘비스 코스텔로의 음반 녹음에 참여했다.

## 사망
2008년 9월 캘리포니아주 배닝에서 사망하였다. 그는 캘리포니아주 리버사이드에 있는 리버사이드 국립묘지에 묻혔다.